# Serafina Corrêa
Serafina Corrêa là một đô thị thuộc bang Rio Grande do Sul, Brasil. Đô thị này có diện tích 163,287 km², dân số năm 2007 là 13463 người, mật độ 82,45 người/km².